# Berlencourt-le-Cauroy
Berlencourt-le-Cauroy é uma comuna francesa na região administrativa de Altos da França, no departamento de Pas-de-Calais. Estende-se por uma área de 7,48 km². Em 2010 a comuna tinha 359 habitantes (densidade: 48 hab./km²).